# Mistrzostwa Polski w Tenisie Stołowym 2015
Mistrzostwa Polski w Tenisie Stołowym 2015 – 83. edycja mistrzostw, która odbyła się w Wałbrzychu w dniach 6–8 marca 2015 roku.

## Medaliści
| Konkurencja             | Złoto                                                                                 | Srebro                                                                | Brąz |
| gra pojedyncza kobiet   | Katarzyna Grzybowska (SKTS Sochaczew)                                                 | Antonina Szymańska (GLKS Nadarzyn)                                    | Magdalena Szczerkowska (KS Polkowice) Renata Gumula (Orion Branda Bukowice) |
| gra pojedyncza mężczyzn | Daniel Górak (KS Bogoria Grodzisk Mazowiecki)                                         | Konrad Kulpa (Energa-Manekin Toruń)                                   | Jakub Dyjas (Energa-Manekin Toruń) Patryk Zatówka (Olimpia-Unia Grudziądz) |
| gra podwójna kobiet     | Kinga Stefańska (KTS Tarnobrzeg) Roksana Załomska (KTS Tarnobrzeg)                    | Daria Łuczakowska (AZS UE Wrocław) Antonina Szymańska (GLKS Nadarzyn) | Natalia Bajor (AZS UE Wrocław) Sandra Wabik (AZS UE Wrocław) Ada Jończyk (AZS UE Wrocław) Paulina Nowacka (Stella Gniezno)                                                                     |
| gra podwójna mężczyzn   | Michał Dąbrowski (Strzelec Frysztak) Szymon Malicki (Spójnia Warszawa)                | Piotr Chodorski (Odra Głoska) Nestor Wasylkowski (Odra Głoska)        | Mateusz Gołębiowski (AZS Politechnika Rzeszowska) Tomasz Lewandowski (AZS Politechnika Rzeszowska) Paweł Fertikowski (Bogoria Grodzisk Mazowiecki) Robert Floras (Bogoria Grodzisk Mazowiecki) |
| gra mieszana            | Paweł Fertikowski (Bogoria Grodzisk Mazowiecki) Katarzyna Grzybowska (SKTS Sochaczew) | Jakub Perek (Pogoń Lębork) Magdalena Sikorska (KS Polkowice)          | Daniel Bąk (Warta Kostrzyn nad Odrą) Roksana Załomska (KTS Tarnobrzeg) Daniel Górak (Bogoria Grodzisk Mazowiecki) Natalia Bajor (AZS UE Wrocław)                                               |